# ارتش مردگان
ارتش مردگان (به انگلیسی: Army of the Dead) یک فیلم سینمایی آمریکایی در ژانر اکشن و سرقت  به کارگردانی زک اسنایدر محصول سال ۲۰۲۱ است.

## بازیگران
- دیوید باتیستا در نقش اسکات وارد
- الا پورنل در نقش کیت وارد
- آنا د لا رگه‌را در نقش ماریا کروز
- گرت دیلاهانت در نقش مارتین
- رائول کاستیلو در نقش میکی گوزمن
- تیگ ناتارو در نقش ماریان پیترز
- عمری هاردویک در نقش وندروهه
- نورا آرنزدر در نقش لیلی
- ماتیاس شوایگهوفر در نقش لودویگ دیتر
- سامانتا وین در نقش چمبرز
- تئو روسی در نقش برت کامینگز
- هما قریشی در نقش گیتاز
- هیرویوکی سانادا در نقش هانتر بیلی
- ریچارد سترون در نقش زئوس
- آتنا پرمپل در نقش ملکه

## تولید
این اثر دنباله معنوی فیلم طلوع مردگان است.  فیلمبرداری سال ۲۰۱۹ با بودجه ۹۰ میلیون دلاری شروع شد.   
فیلمبرداری اصلی از ۱۵ ژوئیه سال ۲۰۱۹ در لس آنجلس، کالیفرنیا و البوکرکی، نیومکزیکو آغاز شد.   